# Penstemon ellipticus
Penstemon ellipticus är en grobladsväxtart som beskrevs av Thomas Coulter och Fisher. Penstemon ellipticus ingår i släktet penstemoner, och familjen grobladsväxter. Inga underarter finns listade i Catalogue of Life.

## Bildgalleri

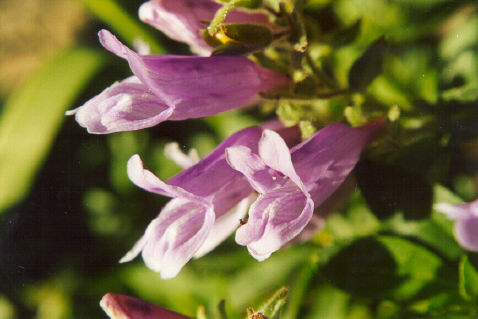